# 土库曼斯坦共产党 (1998年)
土库曼斯坦共产党是土库曼斯坦的一个非法的共产主义政党。
1991年，土库曼苏维埃社会主义共和国的执政党土庫曼斯坦共產黨抛弃马克思列宁主义意识形态，并改组为土库曼斯坦民主党。1992年，部分前土库曼共产党成员组建土库曼共产党恢复组织委员会。1998年，土库曼斯坦共产党成立。该党成立后，半公开运作。2002年，该党被土库曼斯坦当局镇压，约有60人被捕。此后，该党转入地下活动，至今仍未取得合法地位。该党是共产党联盟—苏联共产党的成员。该党的领导人是塞尔达尔·拉希莫夫，他曾担任土库曼斯坦驻巴基斯坦大使。